# Enzo Magnanini
Enzo Magnanini (San Lazzaro Parmense, 7 maggio 1935 – Castelfranco Emilia, 4 marzo 1968) è stato un calciatore italiano, di ruolo portiere.

## Carriera
Giocò quattro stagioni in Serie A con le maglie di Bari e Venezia, per complessive 98 presenze.
In carriera ha inoltre totalizzato 109 presenze in Serie B difendendo i pali di Parma (in due periodi differenti), Bari (con cui ha ottenuto la promozione in A nella stagione 1957-1958), Venezia e Perugia. Nella stagione 1964-1965 trascorsa a Parma ha inoltre realizzato due reti.
È morto nel 1968 a seguito di un incidente stradale, mentre vestiva la maglia del Perugia in Serie B, al ritorno da una trasferta giocata dagli umbri a Potenza e persa 1-0.